# Diarhabdosia
Diarhabdosia is een geslacht van vlinders van de familie spinneruilen (Erebidae), uit de onderfamilie Arctiinae.

## Soorten
- D. brunnea Reich, 1933
- D. minima Butler, 1878
- D. strigipennis Schaus, 1905